# Pterorhinus
Pterorhinus je rod ptica iz porodice Leiothrichidae. Žive na području Indije i Kine, računajući i Tibet.

## Vrste u rodu Pterorhinus
Rod sadrži 23 vrste:
- Pterorhinus ruficollis
- Pterorhinus nuchalis
- Pterorhinus chinensis
- Pterorhinus mitratus
- Pterorhinus treacheri
- Pterorhinus vassali
- Pterorhinus galbanus
- Pterorhinus courtoisi – izdvojen od P. galbanus
- Pterorhinus gularis
- Pterorhinus delesserti
- Pterorhinus albogularis
- Pterorhinus ruficeps
- Pterorhinus davidi
- Pterorhinus pectoralis
- Pterorhinus poecilorhynchus
- Pterorhinus caerulatus
- Pterorhinus berthemyi
- 'Pterorhinus lanceolatus – izdvojen od Babax
- Pterorhinus woodi – izdvojen od Babax
- Pterorhinus waddelli – izdvojen od Babax
- Pterorhinus koslowi – izdvojen od Babax
- Pterorhinus sannio
- Pterorhinus perspicillatus

## Vanjske poveznice
- Genus Babax